# 22-Dihidroergokalciferol
22-Dihidroergokalciferol je forma vitamina D, takođe poznata kao vitamin D4. Njegovo sistemsko ime (5Z,7E)-(3S)-9,10-seko-5,7,10(19)-ergostatrien-3-ol.

## Spoljašnje veze
- Dihidroergokalciferoli